# Babou
Ne doit pas être confondu avec Babou, localité du Burkina Faso dans le département d’Ourgou-Manéga.
Babou est une enseigne auvergnate de magasins franchisés spécialisée dans la distribution d'articles de bazar et de textile. Elle est créée en 1977 par René Kleboth et est vendue, en 2018, à la société britannique B&M European Retail Value.

## Histoire
René Kleboth commence la vente sur les marchés pour ouvrir en 1979 son premier petit magasin de 200 m2 place de la Victoire à Clermont-Ferrand faisant rapidement un chiffre d'affaires d'un million de francs. Suivront ensuite des magasins dans la région à Vichy, Nevers, Brive, Châteauroux...
« Babou » est le surnom donné par sa grand-mère au fondateur de l’enseigne, René Kleboth (1941-).
La fortune de la famille Kleboth est évaluée par Challenges à 300 M€ au 5 juin 2018
En  octobre 2018, Babou est vendue à la société britannique B&M European Retail Value, pour 91 millions d'euros,,,.
Fin 2021, l'enseigne Babou disparait pour être remplacée par celle de B&M.
René Kleboth passionné par la chasse à courre est connu dans la monde de la vénerie pour posséder l'une des plus importantes meutes de chiens poitevins de France.

## Activité
En 2017, le chiffre d'affaires est d'environ 500 millions d'euros selon Challenges. À fin mars 2019, l'entreprise comptait 103 établissements actifs.